# I'm Going to Tell You a Secret
„I'm Going to Tell You a Secret“ е името на албум на Мадона, издаден през 2006. Това е първият ѝ официално издаден концертен албум. Записът е осъществен по време на турнето ѝ от 2004 – Re-Invention Tour. Албумът носи името на документалния филм „I'm Going to Tell You a Secret“, който е издаден като втори диск (DVD) към този албум.
Освен концертният запис албумът съдържа първоначалната демо версията на песента „I Love New York“, която е с подчертано рок звучене. Вследствие песента е обработена и влиза в албума „Confessions on a Dance Floor“.
Режисьор на филма е Йонас Акерлунд, популярен с работата си по няколко видеоклипа на Мадона. Филмът е с врементраене 2 часа и в него могат да се видят множество организационни подробности, непринудени работни моменти и голям репортаж от посещението на Мадона в Израел. Включени са и няколко изпълнения от концерта:

## Списък на песните

### CD
1. The Beast Within – 5:04
2. Vogue – 5:31
3. Nobody Knows Me – 4:04
4. American Life – 5:21
5. Hollywood (ремикс) – 3:59
6. Die Another Day – 4:03
7. Lament (от Евита на Андрю Лойд Уебър) – 2:27
8. Like a Prayer – 5:22
9. Mother And Father – 5:21
10. Imagine (кавър на Джон Ленън) – 3:51
11. "Susan MacLeod/Into the Groove" – 7:19
12. Music – 4:54
13. Holiday – 5:44
14. I Love New York (демо рок версия) – 2:52

### DVD Chapters
1. Intro
2. „Лос Анджелис“
3. „Ню Йорк“
4. „Чикаго“
5. „Лас Вегас“
6. „Маями“
7. „Лондон“
8. „Дъблин“
9. „Париж“
10. „Лисабон“
11. „Израел“
12. Credits

### DVD бонус материал
1. The Bike Ride
2. The Other Side
3. "Steve/Stuart in L.A."
4. Vocal Coach
5. Chaos
6. Birthday Party
7. French Trilogy
8. "Steve/Stuart in Paris"
9. Monte's Guitar Faces
10. Fans Singing in Paris
11. After Show
12. Wailing Wall